# Cadalso (Cantabria)
Cadalso es una localidad muy pequeña del municipio de Valderredible (Cantabria, España), situada a los pies del monte Muñata. Está localizada a 690 m s. n. m., y dista 7 km de la capital municipal, Polientes. En el año 2024 contaba con una población de 2 habitantes (INE).